# Juban (Philippines)
Pour les articles homonymes, voir Juban.
Juban est une localité de la province de Sorsogon, aux Philippines. En 2015, elle compte 32 320 habitants.